# 日経JAPAN1000
日経JAPAN1000（にっけいジャパンせん）は、日本経済新聞社が2005年4月1日から公表している株価指数の一種。日本国内に上場している全銘柄の内、浮動株を調整した時価総額が上位1000銘柄を定期的に選定し、それらを算出した株価指数であるが、2021年6月25日で終了した。

## 特徴
TOPIXに代表される従来の株価指数との大きな違いは、指数を算出する銘柄の市場が特定されておらず、日本の全市場を対象として銘柄の選定が行なわれていることである。
また、親子上場や株式持ち合いなどで長期的に保有している株式数を除外した形（浮動株ベース）で時価総額を算出しているため、日本市場の動向との連動性が高いことも挙げられる。

## 銘柄管理
構成する銘柄の規定数は1000銘柄であり、毎年10月の下旬に構成銘柄を定期的に見直し、規定数に調整（定期見直し）している。また、その間に採用基準に即した銘柄の採用や除外を臨時的に行う（臨時採用・除外）こともある。そのことにより1000銘柄前後になる事象も起こるが、その都度銘柄数の調整は行なわない。

### 定期見直し
定期見直しの目的は大きく分けて二つある。ひとつは銘柄数を1000銘柄に調整することと、もうひとつは浮動株ベースで時価総額を算出しなおしその順位の変動から銘柄の入れ替えを行なっている。
銘柄の選定は以下の方法で行なっている。
1. 選定対象
選定時に日本の株式市場に上場している銘柄が選定対象となるが、上場して6ヶ月未満の銘柄と、過去1年で値が付かなかった日が全営業日の5%以上の銘柄は除外する。
2. 採用と除外
銘柄毎に過去2年の浮動株を調整した時価総額を算出し、順位を付けした上位500位以内で採用していない銘柄を採用し、1501位以下の銘柄で採用していた銘柄を除外する。
上記の方法から1000銘柄に達しない場合は、採用していない銘柄を上位から採用し、超えている場合は、採用銘柄の下位から除外する。

### 臨時採用・除外
臨時採用・除外は、株式市場に大きな影響を与えると判断された銘柄や、上場廃止になった銘柄などは、定期的な見直しを待たずに実施している。